# Tracy Pollan
Tracy Jo Pollan (Long Island (New York), 22 juni 1960) is een Amerikaanse actrice.

## Biografie
Pollan werd geboren in Long Island (New York) en heeft twee zussen en een broer. Pollan is sinds 1988 getrouwd met acteur Michael J. Fox met wie zij vier kinderen heeft (een zoon en drie dochters waaronder een tweeling) en woont met haar gezin in New York.

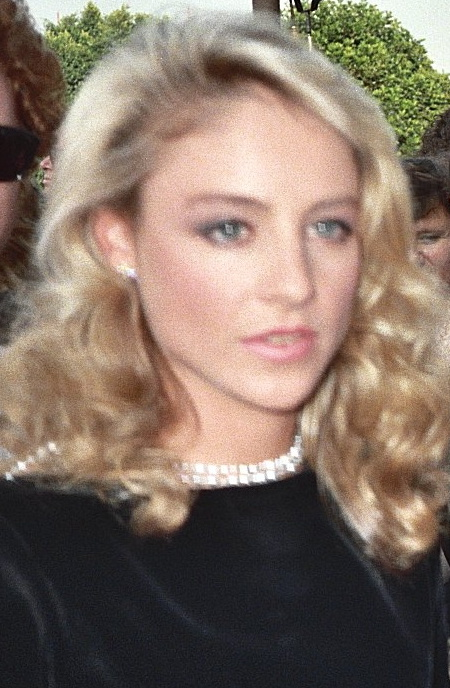
Tracy Pollan in 1987

## Filmografie

### Films
- 2011 Justice for Natalee Holloway – als Beth Holloway
- 2009 Natalee Holloway – als Beth Twitty
- 2003 1st to Die – als Lindsay Boxer
- 2003 Hench at Home – als Kay Hench
- 1994 Children of the Dark – als Kim Harrison
- 1993 Dying to Love You – als Lisa Ann Rohn
- 1992 A Stranger Among Us – als Mara
- 1990 Fine Things – als Liz O'Reilly
- 1988 Bright Lights, Big City – als Vicky
- 1987 Promised Land – als Mary Daley
- 1987 A Special Friendship – als Elizabeth Van Lew
- 1987 The Abduction of Karl Swenson – als Kari Swenson
- 1984 The Baron and the Kid – als Mary Beth Philips
- 1984 A Good Sport – als Suzanne
- 1983 Trackdown: Finding the Goodbar Killer – als Eileen Grafton
- 1983 Sessions – als Leslie
- 1983 Baby It's You – als Leslie
- 1982 For Lovers Only – als ??

### Televisieseries
Uitgezonderd eenmalige gastrollen.
- 2009 Medium – als Caitlyn Lynch – 3 afl.
- 2000 Law & Order: Special Victims Unit – als Harper Anderson – 2 afl.
- 1997 – 1998 Spin City – als Renee Miller – 2 afl.
- 1985 – 1987 Family Ties – als Ellen Reed – 13 afl.

- Bibsys: 8079740
- Biblioteca Nacional de España: XX4955430
- Bibliothèque nationale de France: cb14039126g (data)
- Gemeinsame Normdatei: 140682279
- International Standard Name Identifier: 0000 0001 1766 8857
- Library of Congress Control Number: no98113564
- Nederlandse Thesaurus van Auteursnamen: 325605882
- Virtual International Authority File: 63632697
- WorldCat: E39PBJyt3yKJpBXM97q7PtpXVC